# Wzornik barw

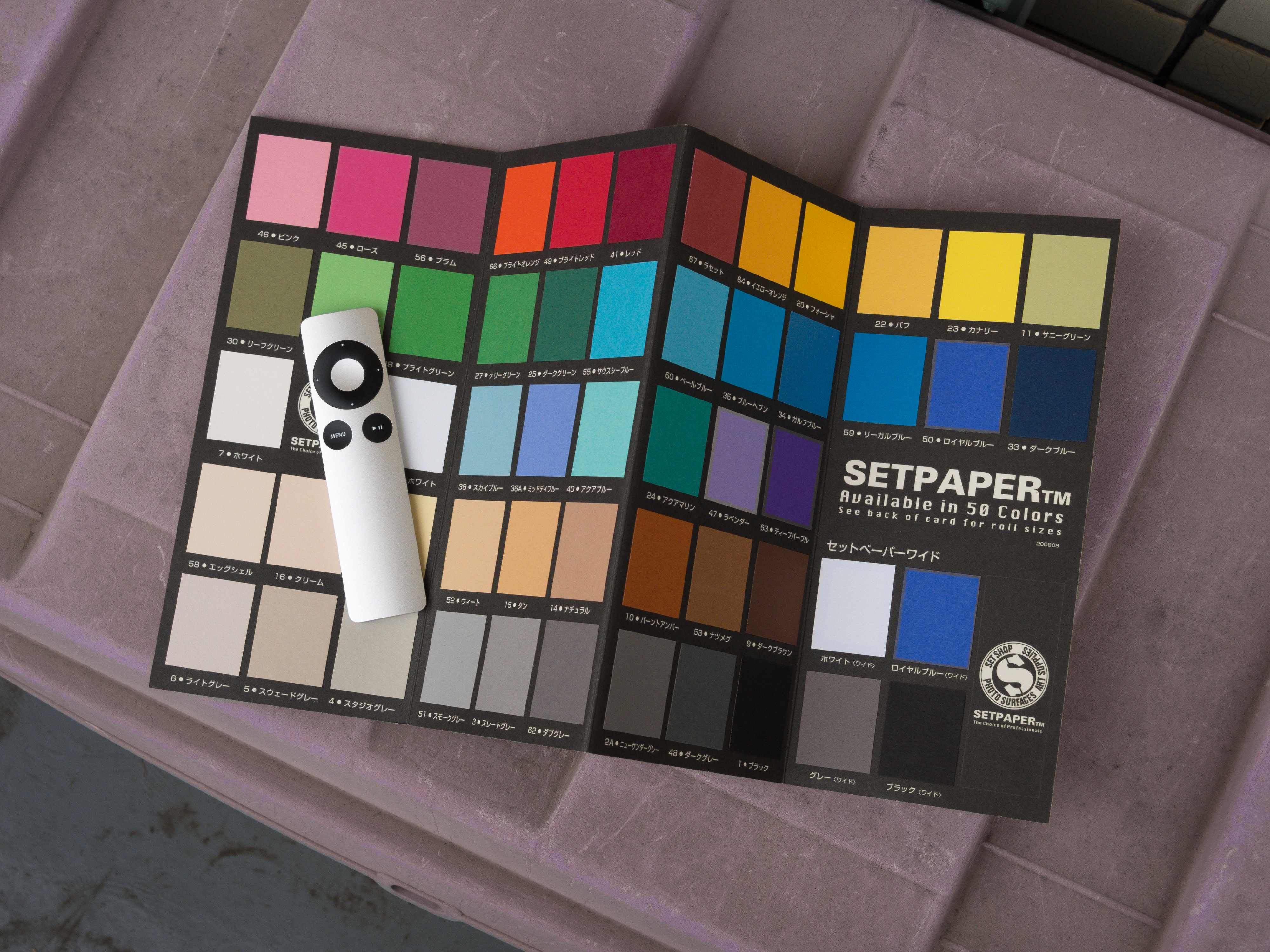
Wzornik barw.

Wzornik barw – zestaw próbek służący identyfikacji barwy oraz jej kodu. Wzorniki barw są używane w różnych branżach. Często mają one zasięg wewnątrzbranżowy lub nawet lokalny (np. wzorniki konkretnego producenta, stosowane tylko przez niego). Wzorniki barw używa się wszędzie tam, gdzie istnieje potrzeba precyzyjnego określania barwy przy wzajemnym komunikowaniu się lub potrzebie kontroli zgodności danej barwy z barwą wzorcową.
Wzorniki barw używa się m.in. w poligrafii. Do powszechnie uznanych należą drukowane farbą wzorniki barw:
- wzornik barw HKS
- wzornik barw Pantone

Czasem używane są również wzorniki:
- wzornik barw CMYK
- wzornik barw Pantone/CMYK porównawczy

Do powszechnie uznanego wzornika folii do hot-stampingu należy wzornik jednego z jej producentów, tj. firmy Kurz. Inni producenci tej folii mają własne wzorniki, ale w przypadku braku możliwości komunikowania się z użyciem wzornika danego producenta, punktem odniesienia, umożliwiającym rozmowy na temat barwy, połysku folii jest wzornik folii Kurza.